# Teoria mulțimilor
Teoria mulțimilor este domeniul matematicii care studiază conceptul de mulțime. Studiul sistematic a fost inițiat de Georg Cantor și Richard Dedekind la sfârșitul secolului al XIX-lea. Teoria mulțimilor oferă un cadru axiomatic pentru matematica modernă.

## Istoric
Studiul teoria mulțimilor a fost inițiată în 1874 cu articolul lui Cantor „Despre o proprietate a mulțimii tuturor numerelor algebrice reale”. Acest articol a stârnit controverse, și a adus la dezvoltarea teorii mulțimilor. În prezent, această primă teorie neriguroasă se numește „teoria naivă a mulțimilor”.
La începutul secolului XX, matematicienii au descoperit că teoria lui Cantor aduce la niște paradoxuri, precum paradoxul lui Russell. Însă, teoria se dovedise atât de utilă și fecundă că nu a fost abandonată. Matematicienii ca Ernst Zermelo, Abraham Fraenkel și Thoralf Skolem au dezvoltat sisteme axiomatice pentru a evita aceste paradoxuri. În prezent, aceste sisteme și variantele lor se află la baza matematicii moderne.

## Sisteme axiomatice
Există mai multe sisteme axiomatice pentru formalizarea teorii mulțimilor, precum sistemul axiomatic Zermelo-Fraenkel.